# Zawadzkie (stacja kolejowa)
Zawadzkie – stacja kolejowa w Zawadzkiem, w województwie opolskim, w Polsce. Według klasyfikacji PKP ma kategorię dworca lokalnego.

## Ruch pasażerski
| Rok  | Wymiana pasażerska na dobę |
| ---- | -------------------------- |
| 2017 | 30-49                      |
| 2022 | 200-299                    |

## Połączenia
- Fosowskie
- Opole Główne
- Ozimek